# Ustersbach
Ustersbach és un municipi alemany de Suàbia situat al districte d'Augsburg, a uns 25 km d'Augsburg i a 85 km de Múnic. El 2022 tenia 1.251 habitants.